# Rajoleria Bosc de la Pedrera
La Rajoleria Bosc de la Pedrera és una obra de Celrà (Gironès) inclosa a l'Inventari del Patrimoni Arquitectònic de Catalunya.

## Descripció
Es tracta de les restes d'una rajoleria al costat est del Bosc de la Pedrera a Celrà. Fou construït al segle xviii en planta rectangular i murs paredats. Les obertures o boques són emmarcades per arcs de pedra rebaixats a sardinell. Altres obertures són fetes amb arcs de maó amb volta aparellada. La façana posterior i la construcció interior de l'edifici és de parets de maó vista de pam i mig. Hi han restes que indiquen una construcció anterior. La vegetació atapeeix les restes considerablement.